# マジンガーZ対暗黒大将軍
『マジンガーZ対暗黒大将軍』（マジンガーゼットたいあんこくだいしょうぐん 英文：Mazinger VS. Dark General）は、1974年7月25日に「東映まんがまつり」にて上映された日本のアニメーション映画作品。
キャッチコピーは「テレビでは見られないグレートマジンガー登場」「●七つの軍団を率いて暗黒大将軍の総攻撃が始まった」「ゆけ! マジンガーZ 戦え! グレートマジンガー」。

## 概要
テレビアニメ『マジンガーZ』の映画オリジナル作品第2弾。本作では、次作『グレートマジンガー』より主人公・剣鉄也とグレートマジンガーをはじめとするキャラクターたちが登場しており、『マジンガーZ』のテレビシリーズ最終回（第92話「デスマッチ!! 甦れ我等のマジンガーZ!!」）を先取りした展開となっている。
公開当時人気絶頂であったアイドルグループのフィンガー5にあやかり、この夏のまんがまつり興行は「フィンガー5と遊ぼう！東映まんがまつり」と銘打たれ、フィンガー5の出演映画『フィンガー5の大冒険』がメインに据えられる形で本作が組み込まれている。
それまでグレートマジンガーの頭部（顔）の意匠は講談社の「テレビマガジン」1974年4月号誌上で（「マジンガーズクラブ」会員証のデザインとして）いち早く紹介されていたものの、詳細は明らかにされておらず謎となっていたため、本作のクライマックスで颯爽と現れたグレートの姿を見て、当時の児童は衝撃を受けることとなった。これは、メディアミックスの走りともいうべき前代未聞の交代劇である。
なお、タイトルと裏腹にマジンガーZと暗黒大将軍が直接対決する場面は無い。また、予告編ではZと戦闘獣軍団が中心になり、グレートマジンガーはシルエットのみ登場する。
各作品の設定ではマジンガーZが身長18メートル、グレートマジンガーが身長25メートルとサイズに差があるが、本作中では演出上、同等のサイズに描かれている。
マジンガーZ側の支援ロボットは、前作『マジンガーZ対ドクターヘル』（テレビシリーズ第57話ブローアップ版）に引き続きボスボロットが登場するほか、劇場版で初めてダイアナンAが登場する。この後、ボスボロットは次作『グレートマジンガー対ゲッターロボ』にも登場するが、ダイアナンAは2年後の1976年夏興行作品『グレンダイザー ゲッターロボG グレートマジンガー 決戦! 大海獣』まで登場しない。

## ストーリー
ある日、世界各国の主要都市を謎の巨大ロボット群が襲撃する。それは、ミケーネ帝国の暗黒大将軍によって送り込まれた戦闘獣軍団の先発隊だった。
ニューヨーク、ロンドン、パリ、モスクワを壊滅させたその魔の手は、日本にも伸びていた。東京への襲撃に際し、兜甲児はマジンガーZで出動するが、新たな敵・戦闘獣の攻撃力は機械獣を凌駕しており、大苦戦を強いられる。何とか敵を退けて首都の壊滅は食い止めたものの、マジンガーZが大ダメージを受けたうえに光子力研究所も襲撃されてダイアナンAは大破し、兜シローが生死をさまよう重傷を負ってしまう。シローへの大量輸血による最悪の体調の甲児と、修理できないまま再出撃したマジンガーZの前に、獣魔将軍率いる戦闘獣軍団が迫る。
死を覚悟した甲児の必死の防戦もむなしく、たちまち満身創痍と化したマジンガーZの窮地に、新たなる勇者グレートマジンガーが颯爽と現れる。

## 登場キャラクター（出演者）

### 光子力研究所
- 兜甲児：石丸博也
- 弓教授：八奈見乗児
- 弓さやか：江川菜子
- 兜シロー：沢田和子
- ボス：大竹宏
- ヌケ：富田耕生[注釈 4]
- ムチャ：田の中勇[注釈 4]

### グレートマジンガー関係
- 剣鉄也：田中亮一[注釈 5]
  - グレートマジンガーのパイロット。それ以上の役割や個性は特に描かれていない。
- 兜剣造：大塚周夫[注釈 6]
  - 謎の予言者に扮し、甲児たちに新たな敵・ミケーネ帝国の地上侵攻が迫っていることを忠告。獣魔将軍が率いる戦闘獣軍団によって絶体絶命に陥ったマジンガーZを助けるべく、甲児の父という正体を現して、自らが建造したグレートマジンガーを応援に向かわせる。
  - なお、額の左側（向かって右）にある傷の縫い跡[9]は、TV版『グレートマジンガー』における右側（向かって左）に傷跡がある[10][11]剣造とは位置が逆になっている。

### ミケーネ帝国
- 暗黒大将軍：小林清志[注釈 7]
  - TV版『グレートマジンガー』本編と異なり、ミケーネ帝国の支配者として扱われている。劇中「余の機械獣」という発言がある[注釈 8]。
- ゴーゴン大公：加藤修
  - 『グレートマジンガー』本編と異なり、諜報軍が登場しないため、暗黒大将軍に忠誠心を見せる。マジンガーZに関する報告を怠っていたらしく、東京攻撃部隊が壊滅するまで暗黒大将軍はマジンガーZの存在を知らなかった。
- 獣魔将軍：内海賢二
  - 暗黒大将軍の片腕にして副官。七つの軍団の要素を持ち合わせた姿をしている。全長29m、体重400t[13][注釈 9]。手に持った武器のハルバードを投擲するほどの怪力を持ち[13]、悪霊の顔をした右手の口でアイアンカッターをも容易に噛み砕くなど、マジンガーZを「おもちゃのようなロボット」と酷評して軽くあしらうくらい戦闘力が高い。
  - マジンガーZ討伐の司令長官に任命され、七つの軍団の精鋭戦闘獣を率いて光子力研究所へと進軍する。立ち向かったマジンガーZを一方的に蹂躙して戦闘不能寸前にまで追い詰めるが、駆けつけたグレートマジンガーによって形勢は逆転、下半身の爬虫類の口から吐いた高熱火炎[13]をグレートタイフーンで吹き戻されて火だるまになったうえ、Zが手にした（グレートから貸し与えられた）マジンガーブレードで腹部の昆虫の顔から串刺しにされ、最後はブレストファイヤーとブレストバーンを受けて爆死した。
  - 断末魔は、ゴジラの鳴き声を流用している[3]。

## 登場メカ
- グレートマジンガー
  - 謎の預言者の正体である兜剣造が、対ミケーネ帝国用に密かに開発していたマジンガーZの兄弟機。物語冒頭で雷鳴とともにシルエットのみの姿で現れ、目撃したボスたちに機械獣と誤認される。クライマックスでは絶体絶命に陥っていたマジンガーZの元に駆け付け助勢し、その圧倒的な戦闘力で次々と戦闘獣軍団を葬った。
  - 操縦者である剣鉄也の「マジンゴー!」の掛け声とともに海中から姿を現し、「ファイヤーオン!」でブレーンコンドルとドッキングして飛び立っており、TVシリーズにおけるグレートマジンガーの発進基地・科学要塞研究所は登場していない。
  - TVシリーズのグレートマジンガーとはデザインの細部に差異があり、スクランブルダッシュで飛行形態となったときに、ふくらはぎ部分から飛び出す尾翼が無い[15][16][17]。また、ブレーンコンドルはシルエットもバランスも異なっており、コクピットブロック（キャノピー）が小さく、何よりも機体底部に懸架されている2つのミサイル発射管（ミサイルポッド）が存在しない[15][16][18]。
  - 詳細は『グレートマジンガー』を参照。

### 登場する戦闘獣
以下、（）内は声を当てた声優。
対マジンガーZ
- 魚類型・スラバ（沢田和子）
- 爬虫類型・ジャラガ（沢田和子）
- 鳥類型・バーディアン（富田耕生）
- 昆虫型・ライゴーン（加藤修）
- 猛獣型・マモスドン（加藤修）
- 人間型[注釈 10]・アルソス（野田圭一）

対グレートマジンガー
- 魚類型・アルギモン
- 鳥類型・オルピィ（富田耕生、加藤修）
- 猛獣型・ブルンガ
- 人間型[注釈 10]・バルマン
- 昆虫型・ワーダム
- 爬虫類型・グロスデン

対ボスボロット
- 悪霊型・ダンテ（野田圭一）

## 製作スタッフ
- 製作：登石雋一
- 製作担当：茂呂清一
- 企画：有賀健、旗野義文[注釈 1]
- 原作：永井豪とダイナミックプロ[注釈 1]
- 脚本：高久進
- 演出：西沢信孝
- 作画監督：角田紘一
- 美術監督：辻忠直
- 音楽：渡辺宙明
- 主題歌：「空飛ぶマジンガーZ」(水木一郎、コロムビアゆりかご会)
- 原画：奥山玲子、森英樹、木野達児、金山通弘、小田克也、阿部隆、小松原一男、森下圭介、小泉謙三、飯野皓、津野二朗
- 動画：小川明弘、小林敏明、坂野隆雄、服部照夫、薄田嘉信、田村晴夫、山田みよ、長沼寿美子、久保寺輝彦、白川忠志
- 撮影：吉村次郎、相磯嘉雄
- 背景：下川忠海、勝又激、柿沼雅人、新井寅雄、遠藤重義、杉本隆一
- トレース：奥西紀美子、五十嵐玲子、谷口恭子
- 彩色：増川千鶴子、藤沢邦子、鈴木邦子、宮城邦子
- セログラフ：冨永勲、林昭夫
- 検査：森田博、小鯨正豊
- 特殊効果：林富喜江、岡田良明
- 編集：千蔵豊
- 録音：池上伸照
- 効果：伊藤道広
- 記録：大橋千加子
- 演出助手：遠藤勇二
- 製作進行：佐伯雅久
- 録音スタジオ：タバック
- 現像：東映化学

## 主題歌・挿入歌

### 主題歌
「空飛ぶマジンガーZ」
作詞：高久進／作曲・編曲：渡辺宙明／歌：水木一郎、コロムビアゆりかご会
イントロ部は「東映マーク」（荒磯に波）の途中から入る。スタッフクレジット部では、『マジンガーZ』ファンから投稿されたイラストが掲載されている。
劇中の挿入歌としても使用された。

### 挿入歌
「Zのテーマ」
作詞：小池一雄／作曲・編曲：渡辺宙明／歌：水木一郎
「わが友マジンガーZ」
作詞：土井信／作曲・編曲：渡辺宙明／歌：水木一郎
「おれはグレートマジンガー」
作詞：小池一雄／作曲・編曲：渡辺宙明／歌：水木一郎
物語終盤、グレートマジンガーが出撃する場面で使用された。後にTV版『グレートマジンガー』でも主題歌として使用されるが、本作ではバックコーラス（コロムビアゆりかご会）無しバージョンとなっている。このコーラス無しバージョンはTV版『グレートマジンガー』第55話や、後の映画『グレートマジンガー対ゲッターロボ』のオープニング主題歌としても使用された。なお、同ヴァージョンは2枚組CD『ETERNAL EDITION ダイナミックプロフィルムズ File No.5&6 グレートマジンガー』、『オリジナル・サウンドトラック「劇場版 マジンガーZ ／ INFINITY」特装盤』に収録されているが、いずれも1コーラスのモノラル録音である。フルサイズやステレオ・ヴァージョンの存在は確認されていない。

## 映像ソフト
- 1985年6月21日に東映ビデオから『劇場版マジンガーシリーズ 2』として『グレンダイザー ゲッターロボG グレートマジンガー 決戦! 大海獣』とカップリングでVHSにて発売された。
- 1992年3月25日に東映ビデオからレーザーディスクにて単巻発売される。
- 2002年5月21日に東映ビデオから『マジンガーZ対デビルマン』から『グレンダイザー ゲッターロボG グレートマジンガー 決戦! 大海獣』までを一括収録したDVD-BOX『マジンガー the MOVIE 永井豪スーパーロボットBOX』が発売された[21]。
- 2003年5月21日に同じく東映ビデオから『マジンガーZ対デビルマン』とのセットで収録されたDVD『マジンガー the MOVIE 1』が発売された。
- 2011年10月21日発売の『復刻!東映まんがまつり1973夏』に収録される。
- 2012年10月21日発売のブルーレイ『マジンガー THE MOVIE　Blu-ray 1973〜1976』に収録。(新たに疑似5.1ch化した音声を併録。)
- 2013年12月6日発売のブルーレイ『マジンガー THE MOVIE　vol.1』に『マジンガーZ対デビルマン』『グレートマジンガー対ゲッターロボ』と併せて収録。(これは『マジンガー THE MOVIE　Blu-ray 1973〜1976』のBOXからDISC1を単巻でプライスダウン発売したもの[22]。)
- 2023年8月9日発売の『MAZINGER THE MOVIE 1973-1976 4Kリマスター版』[23][24]に収録された。

## コミカライズ
秋田書店『冒険王』夏休み大増刊号（作画：桜多吾作）に掲載。同じく桜多吾作の執筆による前作『マジンガーZ対デビルマン』と同様に、当時『冒険王』本誌で連載されていた『マジンガーZ』の物語の一環として組み込まれており、アニメにおけるTV版と映画版の関係のようなパラレルワールドの形は取っていない。単行本では最終巻に収録されている。

## 併映作品
TVシリーズ作品は、画面を拡大したうえで上下をトリミングしたブローアップ版を上映。
『東映まんがまつり』は、この1974年夏の興行からブローアップ版も含め、全作ワイドスクリーン上映となった。
| !作品名                    | 原作                  | （声の）出演                                           | 備考        |
| -------------------------- | --------------------- | ------------------------------------------------------ | ----------- |
| 五人ライダー対キングダーク | 石森章太郎            | 速水亮、小林昭二、和田文夫                             | 劇場用新作  |
| フィンガー5の大冒険        |                       | フィンガー5、石森章太郎一家                            | 劇場用新作  |
| イナズマンF                | 石森章太郎            | 伴直弥、上野山功一、安藤三男                           | [ 注釈 13 ] |
| ゲッターロボ               | 永井豪 石川賢         | 神谷明、山田俊司、西尾徳、富田耕生                     | [ 注釈 14 ] |
| 魔女っ子メグちゃん         | 成田マキホ ひろみプロ | 吉田理保子、つかせのりこ、はせさん治、山口奈々、大竹宏 | [ 注釈 15 ] |

## ネット配信
「能登半島地震復興応援配信」の一環として、YouTube「東映シアターオンライン」より、2024年2月22日21:00（JST）から同年3月7日20:59（JST）まで無料配信が行われ、配信による収益の一部は日本赤十字社に寄付された。